# Pałac w Mańczycach
Pałac w Mańczycach (niem. Schloss Manze) – zabytkowy pałac w Mańczycach – wsi w województwie dolnośląskim, w powiecie strzelińskim, w gminie Borów.

## Historia
Pałac wybudowany w miejscu renesansowego dworu z XVI w., którego obecny wygląd został ukształtowany podczas przebudowy około roku 1887 zbudowany jest z kamienia i cegły. Jest to obiekt piętrowy, podpiwniczony, postawiony na planie podkowy. Od frontu ryzalit zwieńczony frontonem, w którym znajduje się tarcza zegara. W ryzalicie główne wejście z drewnianymi, ozdobnymi drzwiami, pomiędzy półkolumnami podtrzymującymi okazałym balkon ze stalową, kutą balustradą. Nad oknem balkonowym frontu znajdują się kartusze zawierające dwa herby szlacheckie: Kurta von Rohr (1885-1946, L),  właścicieli pałacu w XX w. oraz jego żony Very von Veltheim (1892-1976, P). Po bokach odchodzą półkoliście skrzydła wysunięte do przodu zakończone dwupiętrowymi alkierzami, zwieńczonymi hełmami. Na ścianie frontowej lewego alkierza herby Hochbergów. Do zewnętrznych, bocznych ścian wież dobudowane są jeszcze bardziej wysunięte do przodu i na boki budynki skrzydłowe. 
Na jednym z pobliskich wzgórz umiejscowiony jest grobowiec właścicieli majątku, rodziny hrabiów von Sandreczky. Obiekt jest częścią zespołu pałacowego, w skład którego wchodzi jeszcze park.

## Właściciele
- von Gfun XVI w., dwór
  - Hans von Gfun (ur. 1575)[3]
  - Caspar von Gfun
  - Adam von Gfun
  - Karl Christian von Gfun (zm. 1721)[6][3], pałac z 1711
- Eleonora Carolina z domu von Hochberg, do 1739
- Wilhelm von Posadovsky (1721-1781) od 1739[3]
- Adam Bohuslav von Sandreczky und Sandraschütz od 1778
- Georg Anton von Stosch (1793-1863) od około 1830, 
  - Georg Ludwig  von Stosch (1828-1871), żonaty Valerie von Zeidlitz und Trützschler
  - Karl von Stosch[3]
  - von Stosch (przebudowa pałacu 1887)
- Kurt von Rohr (1885-1946), 1904[7] żonaty z Verą von Veltheim (1892-1976)[8]
  - Kurt von Rohr junior, 1910[3]
- Bożena Gralak od 1997[5]

## Herby
- Kurta von Rohr (1885-1946, L),  właściciela w XX w. oraz jego żony Very von Veltheim (1892-1976, P), front
- Karla von Gfug i  Eleonory von Hochberg, front lewego alkierza[9][3]
- Valerie von Zedlitz, front prawego alkierza[10][3]

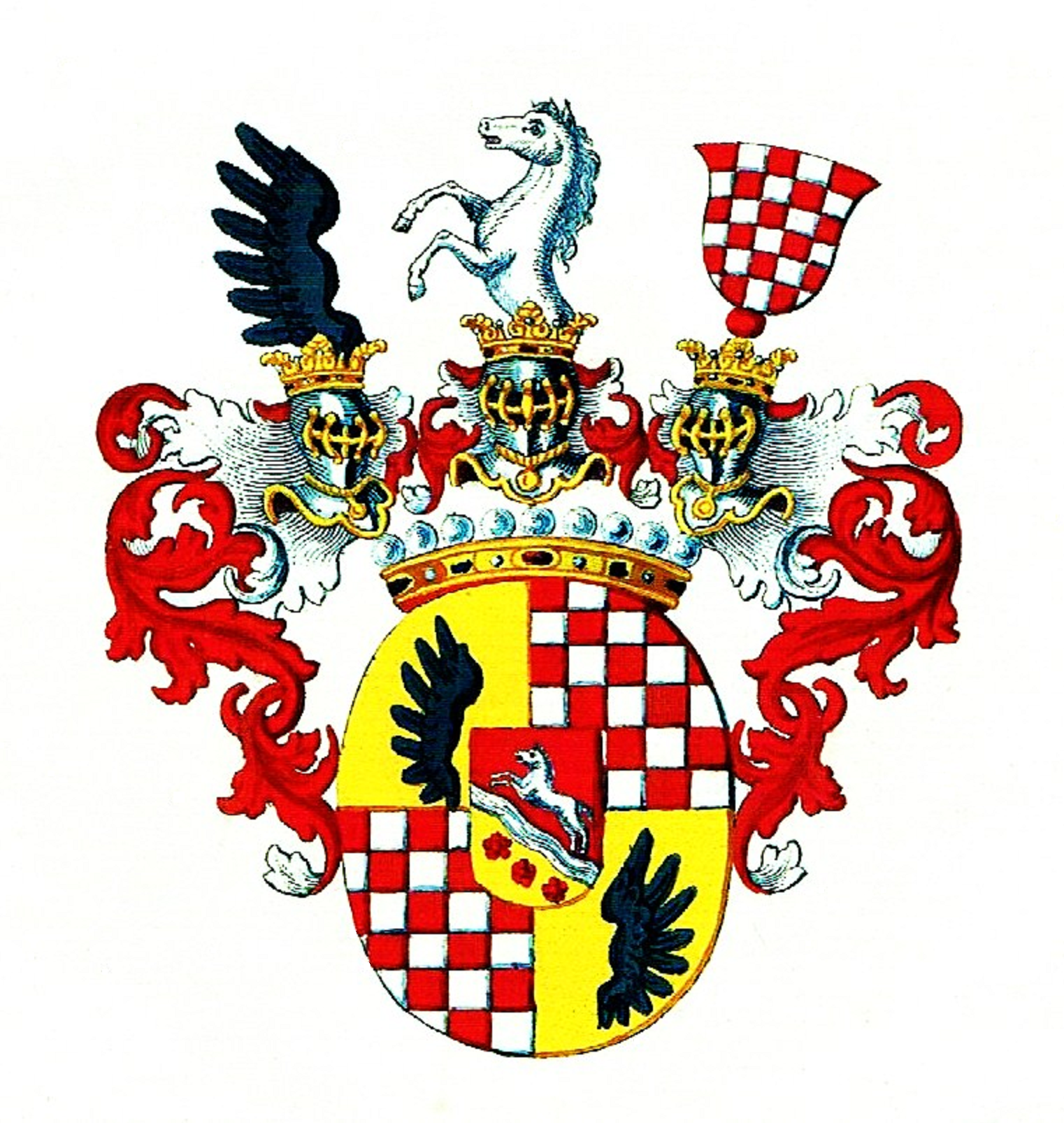
Herb von Gfug
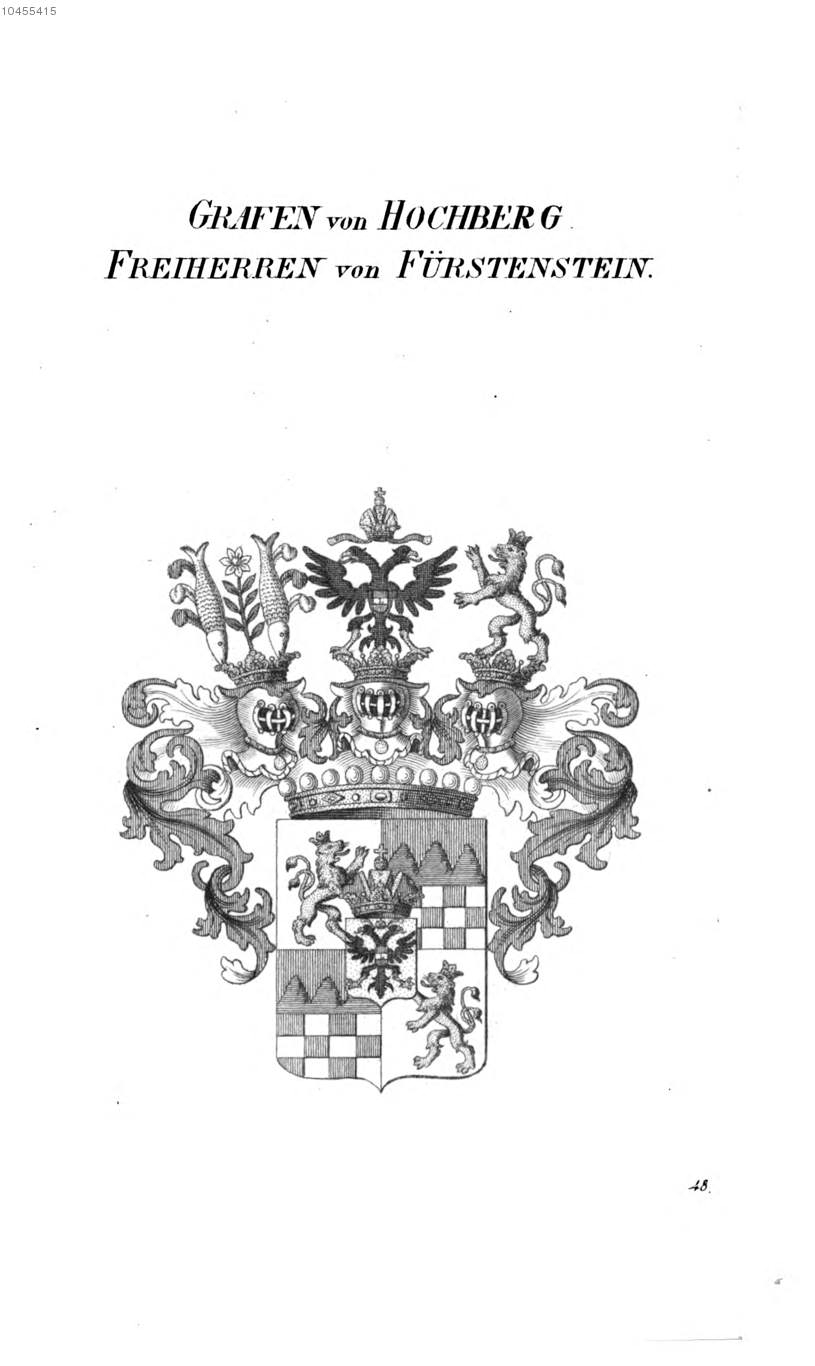
Herb von Hochberg
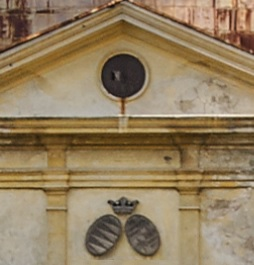
Herby Rohr i Veltheim
Herb Kurta v. Rohr (1885-1946)[7]
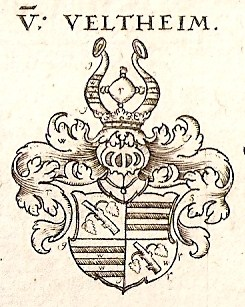
Herb Very Veltheim (1892-1976)
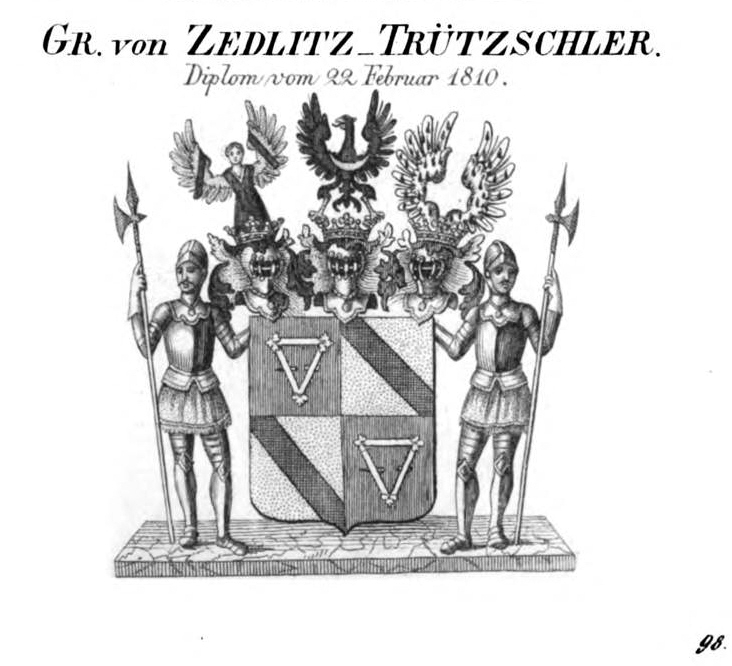
Herb  Valerie Zedlitz